# Wild Hearts
Wild Hearts er det tredje album fra det danske elektro-rock-band Dúné. Albummet udkom 4. februar 2013 på New Gang of Robot's Rec. / Iceberg Records.
Wild Hearts er Dúnés første album som kvartet og er optaget i Berlin og mixet i London og Berlin mellem 13. januar og 25. maj 2012. Første single fra albummet hedder "HELL NO!" og havde premiere til Danish Music Awards den 10. november 2012.
Den 25. januar, en uge før udgivelsen, spillede Dúné en releasekoncert i Pumpehuset i København, hvor samtlige numre fra albummet blev spillet fra start til slut. Dette skete i samarbejde med Northside Festival og Royal Unibrews koncept "Tak Rock!".
Albummet debuterede som #3 på IFPI Danmarks officielle Album Top-40 og Bit Album Top-20 hitlister. Dette var bandets til dato højeste hitlisteplaceringer for et album, samt det tredje top 10 album i Danmark siden debuten med We Are In There You Are Out Here i 2007.
Efter udgivelsen tog Dúné på en længere koncertturné under navnet Wild Hearts Tour.

## Produktion
Wild Hearts blev indspillet i tre forskellige studier i den tyske hovedstad Berlin. Det er produceret af bandets fire medlemmer, med keyboardspiller Ole Bjórn som produktionsleder. Fra 13. - 18. januar 2012 indspillede bandet trommer, bas og guitar live i Trixx Studios. Fra 19. januar samme år "overdubbede" bandet spor i "The HUB," mens Ole Bjórn løbende indspillede keyboards i bandets eget studie "Der Raum."
Wild Hearts er mixet af den engelske producer Kevin Paul i London, England og mastereret af Simon Heyworth i Devon, England.

### Personel

#### Band
- Matt Kolstrup: Vokal og co-produktion
- Ole Bjórn: Keyboards, programmeringer, klaver og produktion
- Danny Jungslund: Guitar og co-produktion
- Piotrek Wasilewski: Bas, keyboards, perkussion og co-produktion
  - Morten Hellborn: Trommer (session musiker)

#### Produktion
- Ole Bjórn & Dúné: Producer
- Ole Bjórn: Tekniker
- Jacob Hansen: Co-Producer og tekniker
- Ulf Zick: Co-producer og tekniker
- Peter Funke: Tekniker
- Bonna Bernal: Co-Producer
- Kevin Paul: Mixer
- Simon Heyworth: Mastering

## Modtagelse
Wild Hearts fik overvejende gode anmeldelser af de danske musikanmeldere. Musikbladet Gaffa gav fem ud af seks stjerner med overskriften "Dúné – top of the pops", og sluttede anmeldelsen af med ordene: 
| Citat | "Wild Hearts er ikke bare Dúné i en klædelig ny retning og deres stærkeste samling sange til dato, det er også bare en helt igennem ublu og selvsikker rockplade." | Citat |
|       | |       |

Ekstra Bladets anmelder Thomas Treo gik i den modsatte retning og efterlyste indhold på albummet, og kvitterede med give albummet tre ud af seks stjerner. Jeppe Krogsgaard Christensen fra Berlingske mente at "Dúnés sange er blevet stærkere", og gav fire stjerner, mens Lydtapets Morten Nissen gav 5/6 stjerner og skrev blandt andet: 
| Citat | "Lyden og sangskrivningen blevet mere direkte og bandet går mere umiddelbart til kernen i deres sange, hvilket klæder sangene." | Citat |
|       | |       |

Jyllands-Postens Anders Houmøller Thomsen gav albummet fem ud seks stjerner, og roste især nummeret "HELL NO!!" med følgende: 
| Citat | En rasende, bas-knurrende lille tyfon af en rock’n’ roll-sang, der samler vokal-brølet fra to generationer – børn og unge – i en klaskende, elektronisk opdateret glamrock. Alt sammen fortættet i en 2 minutter og 30 sekunders hårdtslående knytnæveprotest. Forfriskende! | Citat |
|       | |       |

I slutningen af november 2013 blev albummet nomineret til GAFFA-Prisen som "Årets Danske Rockudgivelse". Dette skete efter at 15.766 af Gaffas læsere havde stemt på et stort udvalg af dansk udgivelser fra 2013.
Gaffas mangeårige anmelder Kristian Bach Petersen kårede i julen 2013 Wild Hearts til "Årets album", foran Peter Sommer og Ulige Numre.

## Sporliste
1. Remember Valentina (It Takes Will) – 4:18
2. Wanted Out – 3:39
3. Last Soldiers – 4:33
4. The Sun Over Green Hills – 3:06
5. HELL NO! – 2:36
6. Renegade – 3:20
7. All That I Have – 5:13
8. BLCK Star – 3:29
9. Save Your Fears For Tomorrow – 4:22
10. The Eyes of the World – 4:40
11. Reach For The Stars – 6:24

### Singler fra albummet
1. HELL NO!
2. All That I Have
3. The Sun Over Green Hills